# التسامح: ذكريات من منزل الدعارة
التسامح: ذكريات من منزل الدعارة (بالفرنسية: L'Apollonide: Souvenirs de la maison close)‏ و (بالإنجليزية: House of Tolerance)‏ هو فيلم درامي فرنسي تم إنتاجه في سنة 2011 وهو من إخراج وتأليف برتران بونيلو وبطولة سيلين ساليتي وحفصية حرزي وياسيمن ترينكا وأديل هاينيل وأليس بارنول وإليانا زابيث ونومي لفوفسكي. وقد تم عرض هذا الفيلم في مهرجان كان السينمائي في سنة 2011.

## القصة
قصة الفيلم تتكلم عن منزل دعارة في باريس في أوائل القرن ال20 الميلادي، ويتناول قصص العاهرات فيه والعلاقات بينهن وعن أعمالهن و طموحاتهن.

## البطولة
- سيلين ساليتي بدور كلوتيلد
- حفصية حرزي بدور سميرة
- ياسمين ترينكا بدور جولي
- أديل هاينيل بدور ليا
- أليس بارنول بدور مادلين
- إليانا زابيث بدور بولين
- نومي لفوفسكي بدور ماري فرانس
- لويس دو لونكسان بدور ميشو
- خافيير بيفو بدور جاك
- جاك نولوت بدور موريس

## روابط خارجية
- التسامح: ذكريات من منزل الدعارة على موقع IMDb (الإنجليزية)
- التسامح: ذكريات من منزل الدعارة على موقع ميتاكريتيك (الإنجليزية)
- التسامح: ذكريات من منزل الدعارة على موقع روتن توميتوز (الإنجليزية)
- التسامح: ذكريات من منزل الدعارة على موقع نتفليكس (الإنجليزية)
- التسامح: ذكريات من منزل الدعارة على موقع قاعدة بيانات الأفلام العربية
- التسامح: ذكريات من منزل الدعارة على موقع ألو سيني (الفرنسية)
- التسامح: ذكريات من منزل الدعارة على موقع أول موفي (الإنجليزية)
- التسامح: ذكريات من منزل الدعارة على موقع فيلمافينيتي (الإسبانية)
- التسامح: ذكريات من منزل الدعارة على موقع قاعدة بيانات الفيلم (الإنجليزية)
- التسامح: ذكريات من منزل الدعارة على موقع ليتربوكسد (الإنجليزية)